# Fury (película de 2014)
Fury (conocida en España como Corazones de acero y en Hispanoamérica como Corazones de hierro) es una película bélica estadounidense de 2014 centrada en la Segunda Guerra Mundial, dirigida y escrita por David Ayer. La cinta está protagonizada por Brad Pitt, Shia LaBeouf, Logan Lerman, Jon Bernthal y Michael Peña. 

## Argumento
La historia está ambientada durante el último mes de la guerra en el teatro europeo durante la Segunda Guerra Mundial, en abril de 1945. Mientras los Aliados llevan a cabo su golpe final en Europa, un aguerrido sargento del ejército de Estados Unidos en la 2ª División Blindada llamado Don "Wardaddy" Collier (Brad Pitt) comanda un tanque Sherman M4A3E8 llamado "Fury", y a su tripulación de cinco hombres en una mortal misión tras las líneas enemigas. El resto de la tripulación la compone un equipo de veteranos: el tirador Boyd "Bible" Swan (Shia LaBeouf), el cargador Grady "Coon-Ass" Travis (Jon Bernthal) y el conductor Trini "Gordo" García (Michael Peña); el artillero auxiliar del tanque, apodado "Red", quien ha muerto en acción en una batalla reciente y su reemplazo es un mecanógrafo del ejército recientemente alistado llamado Norman Ellison (Logan Lerman), quien tampoco ha visto el interior de un tanque, ni tampoco ha experimentado los estragos de la guerra ya que, según este explica, se dirigía hacia la Central del 5º Escuadrón Estadounidense y le ordenaron bajar del camión que lo transportaba. En una base de operaciones, se revela que "Wardaddy" desprecia mucho las unidades de las Waffen-SS, lo que se muestra cuando golpea a un oficial de las SS cautivo, antes de decirle a Norman que debe matar a todo oficial de las SS que vea.
Toda la tripulación, excepto Norman, ha estado junta desde la Campaña en África del Norte, lo que provoca menosprecios al nuevo recluta, tanto por su falta de experiencia como por su indecisión a matar nazis, como a los adolescentes o niños de la Hitlerjugend, una indecisión que provoca la muerte del jefe de la columna de tanques, el teniente Parker (Xavier Samuel), la destrucción de su tanque y la tripulación a manos de la Hitlerjugend. En un esfuerzo para "educarlo" a las realidades de la guerra, un "Wardaddy" furioso exige a Norman matar a un prisionero de guerra alemán. Cuando Norman se niega, entonces "Wardaddy" le pone por la fuerza un revólver en la mano y lo hace asesinar al prisionero.
El vínculo entre Norman y "Wardaddy" se vuelve más fuerte después de la captura de una pequeña ciudad alemana. Durante la búsqueda de soldados nazis escondidos, los dos entran en una casa y descubren a una mujer alemana, Irma (Anamaria Marinca), y a su prima Emma (Alicia von Rittberg). En lugar de maltratarlas, "Wardaddy" les pide un cubo de agua caliente y les proporciona seis huevos de gallina para que puedan cocinarlos y así desayunar los cuatro juntos. Mientras las alemanas cocinan, Norman toca en el piano la canción "Virgin's Slumber Song", lo cual sorprende a Emma, quien decide entonar la canción junto a Norman bajo la mirada de "Wardaddy", quien se asea y muestra horribles cicatrices de quemaduras en su espalda. Norman y Emma intiman a puertas cerradas en el dormitorio. Después de salir, los cuatro se sientan y toman el desayuno juntos pero, en ese instante, la tripulación del tanque, borracha y con ganas de juerga, irrumpe en el apartamento, y se burlan con rudeza de las mujeres, hecho que enfurece a "Wardaddy" y a Norman. El pelotón de cuatro tanques, liderados ahora por el Fury, recibe órdenes para mantener una encrucijada vital, la protección de un camino claro para suministrar trenes (el mapa muestra Emmerthal, al sur de Hamelín, donde el ferrocarril de la cuenca del Ruhr a Hanover cruza el río Weser). Poco después, un bombardeo alemán golpea la ciudad, matando a Emma e Irma y algunas de las fuerzas estadounidenses. Esto, junto con la observación de los soldados nazis en retirada quemando sus propios pueblos y la crueldad que muestran con otros alemanes que no luchan por la Wehrmacht, endurece a Norman.
Durante el recorrido hacia la encrucijada, los cuatro Sherman son inmediatamente atacados sorpresivamente por un pesado tanque alemán Tigre I, el cual destruye rápidamente a uno de los cuatro tanques estadounidenses. Los tres Sherman restantes, bajo órdenes de "Wardaddy", atacan al pesado tanque alemán a regañadientes, sabiendo que son superados en armamento por el cañón de 88 mm del panzer. El trío de Sherman avanza tratando de flanquear al Tigre I, pero los Sherman no consiguen hacerle ningún rasguño al tanque alemán, quien primero mata al sargento Peterson de un disparo en la cabeza por el mismo tiro del cañón del tanque y luego éste con el segundo tiro consigue destruir el Sherman. Estando en clara desventaja, "Wardaddy" y su compañero del otro Sherman, Roy Davis tratan de flanquear al Tigre I en dos direcciones diferentes, el Fury por la izquierda y el Sherman de Roy por la derecha, pero el Tigre I deduce su estrategia y destruye el Sherman de Roy, matándolo a él y a su tripulación. Con sus compañeros fuera de combate y como maniobra decisiva, gracias a la experiencia en combate, el Fury consigue ponerse detrás del Tigre I (donde su blindaje es mucho más débil), y lo destruye con su cañón de 76 mm. "Bible" señala que él cree que se salvaron por alguna razón espiritual y los hombres se dirigen a la encrucijada, sabiendo que son la única oportunidad para proteger el campamento en el camino. Por otro lado, Norman confiesa a "Wardaddy" que ha empezado a disfrutar matando soldados nazis.
Al llegar al cruce, el Sherman queda inmovilizado cuando pisa una mina antitanque, y una de sus orugas es destruida. "Wardaddy" le ordena a Norman y Grady a investigar un granero cercano. Aquí Grady le confiesa a Norman que él realmente es una buena persona, en cambio Grady y los demás tal vez no lo sean, pero Norman si lo es. Norman se coloca de vigilante entre unos árboles y pronto descubre que una columna de unos trescientos soldados de las Waffen-SS de infantería se dirige a su posición. La tripulación inicialmente quiere abandonar el tanque y escapar a pie, pero "Wardaddy" se niega a salir. La tripulación, que no quiere abandonar a su líder, decide quedarse y planean una emboscada, durante una charla entre ellos deciden apodar a Norman como "Machine".
Pese a estar inmovilizados e inclusive superados en número y armamento, "Wardaddy" y sus hombres logran causar grandes bajas a los nazis, utilizando todas sus armas, tanto el armamento del tanque como las armas personales. "Wardaddy" utiliza un fusil de asalto alemán Sturmgewehr 44, además de su revólver M1917 calibre 45 y Norman un subfusil M3. A medida que la lucha se intensifica, éstos comienzan a quedarse poco a poco sin municiones, uno por uno van cayendo: Grady al recibir el impacto de un cohete antitanque que le atraviesa el torso, "Gordo" sacrifica su vida por la tripulación, especialmente por Norman debido a su cercanía pues, al intentar lanzar una granada, es herido y esta última se cae adentro del tanque, por lo que "Gordo" la cubre con su cuerpo y la misma explota, matándolo y finalmente "Bible" muere al recibir un disparo en la cabeza por parte de un francotirador de las Waffen-SS que utiliza un fusil de francotirador Kar 98k. Con casi toda la tripulación muerta en acción, "Wardaddy" resulta gravemente herido por el mismo francotirador y posteriormente tanto Norman y "Wardaddy" se refugian de nuevo en el tanque, donde ambos comparten sus últimas palabras. Por otro lado, los soldados de las Waffen-SS les lanzan dos granadas en el interior del tanque, donde un "Wardaddy" muy malherido e incapaz de moverse, le ordena a Norman escapar a través de una escotilla de emergencia que está al fondo del tanque. Sin tiempo que perder, Norman se escapa al exterior y se esconde en el cráter que dejó la explosión de la mina antitanque previamente, después de que ésta destrozara la oruga del tanque, mientras "Wardaddy" muere en la explosión de las dos granadas. Finalizada la batalla, un considerable número de soldados de las Waffen-SS siguen su recorrido cuando, en ese momento, un joven soldado de las Waffen-SS se agacha y descubre a Norman debajo del tanque, el cual se muestra desarmado y asustado pensando que lo atraparían y levanta las manos en señal de rendición. Sin embargo, el soldado alemán solo lo mira unos momentos y poco después le sonríe y prosigue su camino sin informarle a nadie ni a su oficial superior (aparentemente esto se debe a que el soldado alemán mostró cierto respeto por el joven soldado estadounidense). Mientras Norman continua oculto, éste ve cómo los soldados alemanes supervivientes se marchan agotados y malheridos del lugar, aparentemente demasiado debilitados como para atacar con contundencia a los aliados más allá de la encrucijada.
Al día siguiente, el batallón del ejército estadounidense encuentra a Norman dentro del tanque y le informan que las acciones de la tripulación del tanque fueron heroicas; luego los paramédicos evacúan a Norman en una ambulancia. Cuando el vehículo comienza a alejarse, la película concluye con una toma cenital en la que se observa a decenas de soldados de las Waffen-SS muertos rodeando al Fury.

## Reparto
- Brad Pitt como el sargento Don "Wardaddy" Collier.
- Shia LaBeouf como el cabo técnico de 5º grado Boyd "Bible" Swan.
- Logan Lerman como el soldado Norman "Machine" Ellison.
- Michael Peña como el cabo Trini "Gordo" García.
- Jon Bernthal como el soldado de 1ª clase Grady "Coon-Ass" Travis.
- Jason Isaacs como el capitán "Old Man" Waggoner
- Scott Eastwood como el sargento Miles.
- Xavier Samuel como el teniente Parker.
- Brad William Henke como el sargento Davis.
- Alicia von Rittberg como Emma.
- Anamaria Marinca como Irma.
- Kevin Vance como el sargento Peterson.
- Branko Tomović como un cabo alemán.
- Iain Garrett como el sargento Foster.
- Miles J.D. Vedder como un oficial.
- Chris Wilson como el capellán.
- Mario Babic como un soldado.
- Edin Gali como un sargento.
- Stella Stocker como Edith.

## Producción
El 13 de febrero de 2013, Deadline dio a conocer que QED International había adquirido un nuevo proyecto llamado Fury para financiarlo, y que el guion estaría a cargo de David Ayer, quién también la dirigiría más tarde ese mismo año. El 3 de abril de 2013, la producción fue programada para comenzar en septiembre de 2013. El 10 de abril de 2013, Sony Pictures ganó la subasta de Universal Pictures para obtener los derechos de distribución de la película, mientras que Columbia Pictures se quedó con los derechos nacionales de la cinta.

### Casting
El 3 de abril de 2013, Sony comenzó a buscar el reparto para la película, con Brad Pitt, quien previamente había protagonizado la película de 2009 Inglourious Basterds, accediendo finalmente a tomar el papel principal en la cinta. El 23 de abril, Shia LaBeouf se unió al reparto como coprotagonista de Pitt. El 1 de mayo fue anunciado que Logan Lerman se uniría al reparto interpretando a un miembro de la tripulación de Pitt, el soldado Norman Ellison. El 14 de mayo, The Hollywood Reporter anunció que Michael Peña estaba en negociaciones para interpretar al conductor del tanque. El 17 de mayo, Jon Bernthal se unió al reparto como Grady Travis. El 26 de agosto, Scott Eastwood también se unió al reparto de Fury, interpretando al sargento Miles. El 19 de septiembre, Brad William Henke se unió al reparto de Fury como el sargento Davis, comandando otro tanque, Lucy Sue. Jason Isaacs también se unió al reparto, el 7 de octubre de 2013. Otros miembros del reparto que se sumaron luego incluyen a Xavier Samuel, Jim Parrack, Kevin Vance y Branko Tomović.

### Rodaje

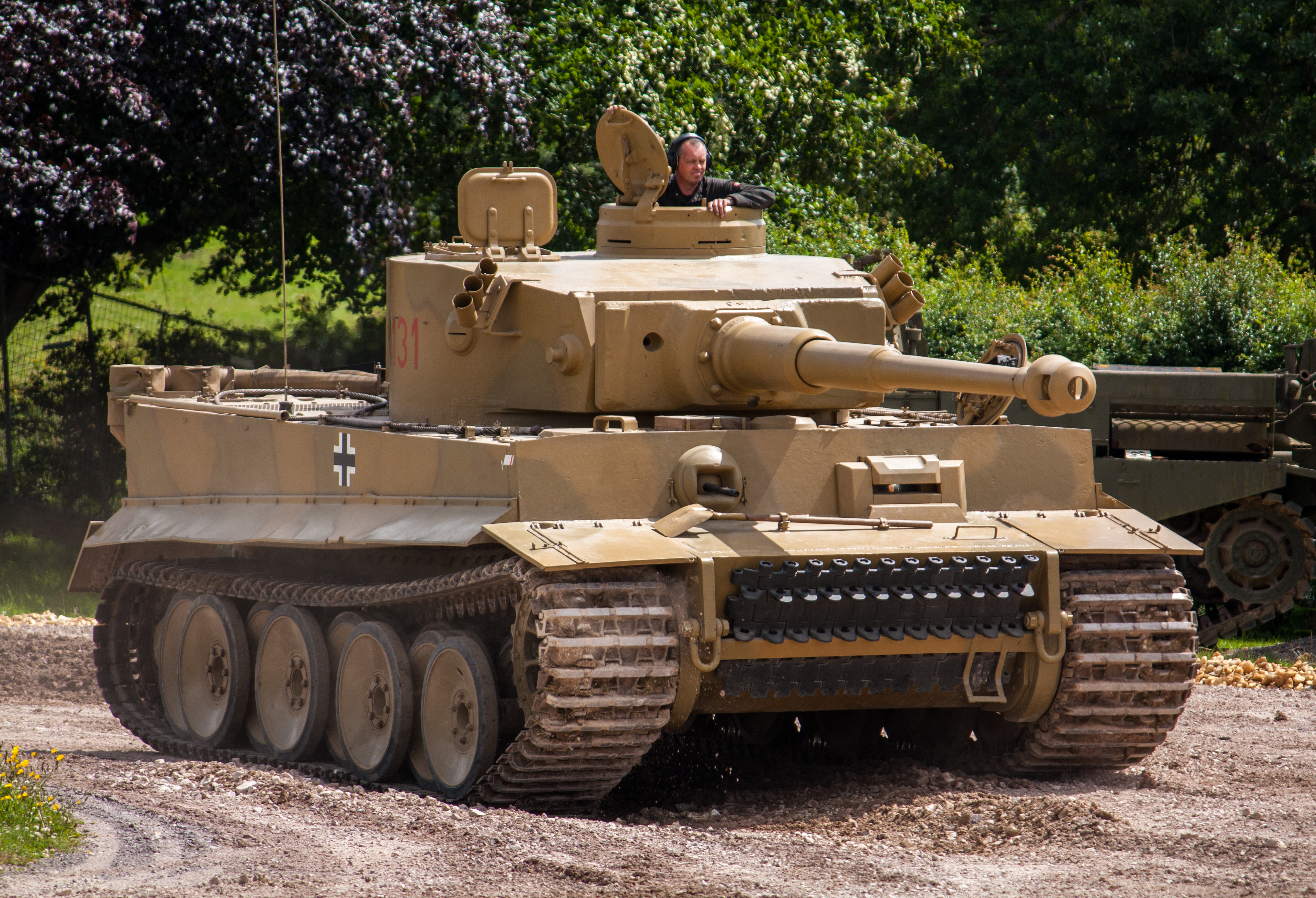
El Tiger 131, el único tanque Tiger I operativo del mundo, fue prestado por The Tank Museum para la película.

Para el rodaje todos los actores debieron superar antes un duro entrenamiento militar que duró un mes y que culminó con el grupo conduciendo un tanque real.
El equipo rodó escenas en Hertfordshire, Inglaterra, en septiembre de 2013. Brad Pitt fue visto en los preparativos de la nueva película conduciendo un tanque el 3 de septiembre en la campiña inglesa. El rodaje de la película comenzó el 30 de septiembre de 2013, en la campiña de Oxfordshire. Los estudios Pinewood enviaron cartas de advertencia a los habitantes de los pueblos de Shirburn, Pyrton y Watlington de que habría algunos disparos y explosiones durante el rodaje de Fury.
El 15 de octubre de 2013, un doble de riesgo fue apuñalado en el hombro accidentalmente por una bayoneta mientras filmaban en el set de Pyrton. Fue llevado al hospital John Radcliffe, de Oxford, por una ambulancia aérea, y la policía confirmó que sólo se había tratado de un accidente. En noviembre, la película causó polémica por rodar una escena en el Día del Recuerdo, en la cual había extras con uniformes nazis. Se disculparon por el incidente, y Sony también lo hizo.
La película contó con el último tanque Tiger I operacional sobreviviente. El vehículo, conocido como el Tiger 131, pertenece al Museo de Tanques de Bovington. Es la primera vez que un tanque Tiger I y no una versión sustituta se ha utilizado durante el rodaje de una película.

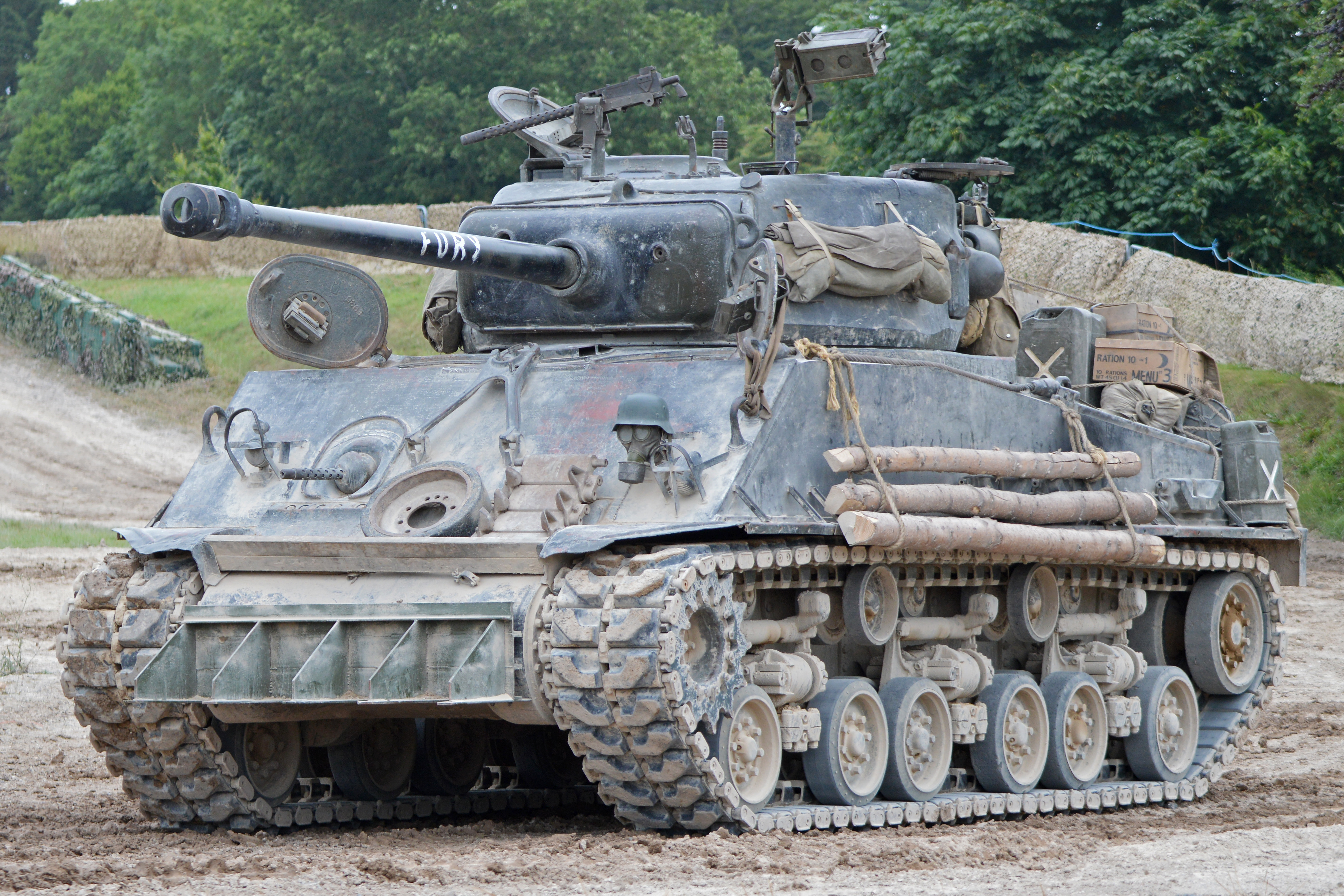
El M4 Sherman restaurado, propiedad de The Tank Museum, utilizado para la película.

### Música
El 19 de noviembre de 2013, el compositor Steven Price firmó para componer la música de la película. El 26 de agosto de 2014, fue anunciado que Varèse Sarabande lanzaría el álbum de la banda sonora original de la película el 14 de octubre de 2014.

## Estreno
Sony Pictures había fijado previamente el 14 de noviembre de 2014 como la fecha de estreno en Estados Unidos de Fury. Sin embargo, el 12 de agosto de 2014, la fecha fue trasladada al 17 de octubre. 
De esa manera su estreno en cines de Estados Unidos fue el 17 de octubre de 2014. En el Reino Unido se estrenó la película el 24 de octubre de 2014, según el calendario de estrenos de la Asociación de Distribuidores de Películas (FDA).

## Piratería
La película fue ilegalmente colocada en redes peer to peer y sitios de piratería el 27 de noviembre de 2014 junto con otros cuatro títulos de Sony Pictures que aún no habían sido estrenados (Annie, Mr. Turner, Still Alice y To Write Love on Her Arms). En los primeros tres días se calcula que Fury tuvo más de 1,2 millones de descargas.

## Curiosidades
Este es el primer film que ha utilizado un verdadero tanque Panzer VI Tiger. Se trata del único tanque de su tipo aún operativo y es propiedad del Museo de Bovington.
Frontalmente, el cañón M1 de 3 pulgadas del M4A2E8 era capaz de atravesar los 100 mm de blindaje del Tiger a 1000 metros, pero el cañón 8,8 cm KwK 36, basado en la serie Flak de 88 mm, podía perforar al M4 Sherman a mayor distancia.
Matt Bellamy, vocalista de la banda Muse, dijo en una entrevista que la canción «Aftermath» del álbum «Drones» la escribió después de ver una escena de Fury, dijo Bellamy, «en la que [los protagonistas] están en un departamento con dos mujeres, y piensas que todo va a terminar mal, las cosas se van a tornar muy turbias, pero terminan teniendo un momento adorable». También Mutt Lange, productor de la banda, mostró sus verdaderos sentimientos con la canción; de acuerdo con Bellamy, cuando estaban grabando la canción, él continuaba diciendo «continúa tocando, ve por ello», y cuando se terminó la grabación dijo «escuchen chicos, esta es la canción».
La cinta fue titulada en Latinoamérica como Corazones de hierro y en España como Corazones de acero. En España ya existió otra película traducida como Corazones de hierro. Ninguno de los títulos de las dos películas es la traducción del título original.

## Premios y nominaciones
| Premio                                          | Categoría                                         | Receptores                   | Resultado |
| ----------------------------------------------- | ------------------------------------------------- | ---------------------------- | --------- |
| Premios de la Crítica Cinematográfica           | Mejor película de acción                          | Mejor película de acción     | Nominada  |
| Premios de la Crítica Cinematográfica           | Mejor actor en una película de acción             | Brad Pitt                    | Nominado  |
| Hollywood Film Awards                           | Mejor montaje                                     | Jay Cassidy y Dody Dorn      | Ganadores |
| Hollywood Music in Media Awards                 | Mejor música original                             | Steven Price                 | Nominado  |
| Gremio de Montadores de Sonido                  | Mejores efectos en una película de lengua inglesa | Fury                         | Nominada  |
| National Board of Review                        | Top 10 de películas                               | Fury                         | Ganadora  |
| National Board of Review                        | Mejor reparto                                     | Mejor reparto                | Ganadores |
| People's Choice Awards                          | Actor Favorito                                    | Brad Pitt                    | Nominado  |
| People's Choice Awards                          | Actor favorito en una película dramática          | Brad Pitt                    | Nominado  |
| Sociedad de Críticos de Phoenix                 | Mejor actor de reparto                            | Logan Lerman                 | Nominado  |
| Premios del Sindicato de Actores de Cine        | Mejor reparto de dobles                           | Fury                         | Nominados |
| Premios Satellite                               | Mejor dirección de arte                           | Andrew Méndez, Peter Russell | Nominados |
| Premios Satellite                               | Mejor montaje                                     | Dody Dorn, Jay Cassidy       | Nominado  |
| Premios Satellite                               | Mejor banda sonora                                | Steven Price                 | Nominado  |
| Festival Internacional de Cine de Santa Bárbara | Premio Virtuosos                                  | Logan Lerman                 | Ganador   |